# Feliks Zadrowski

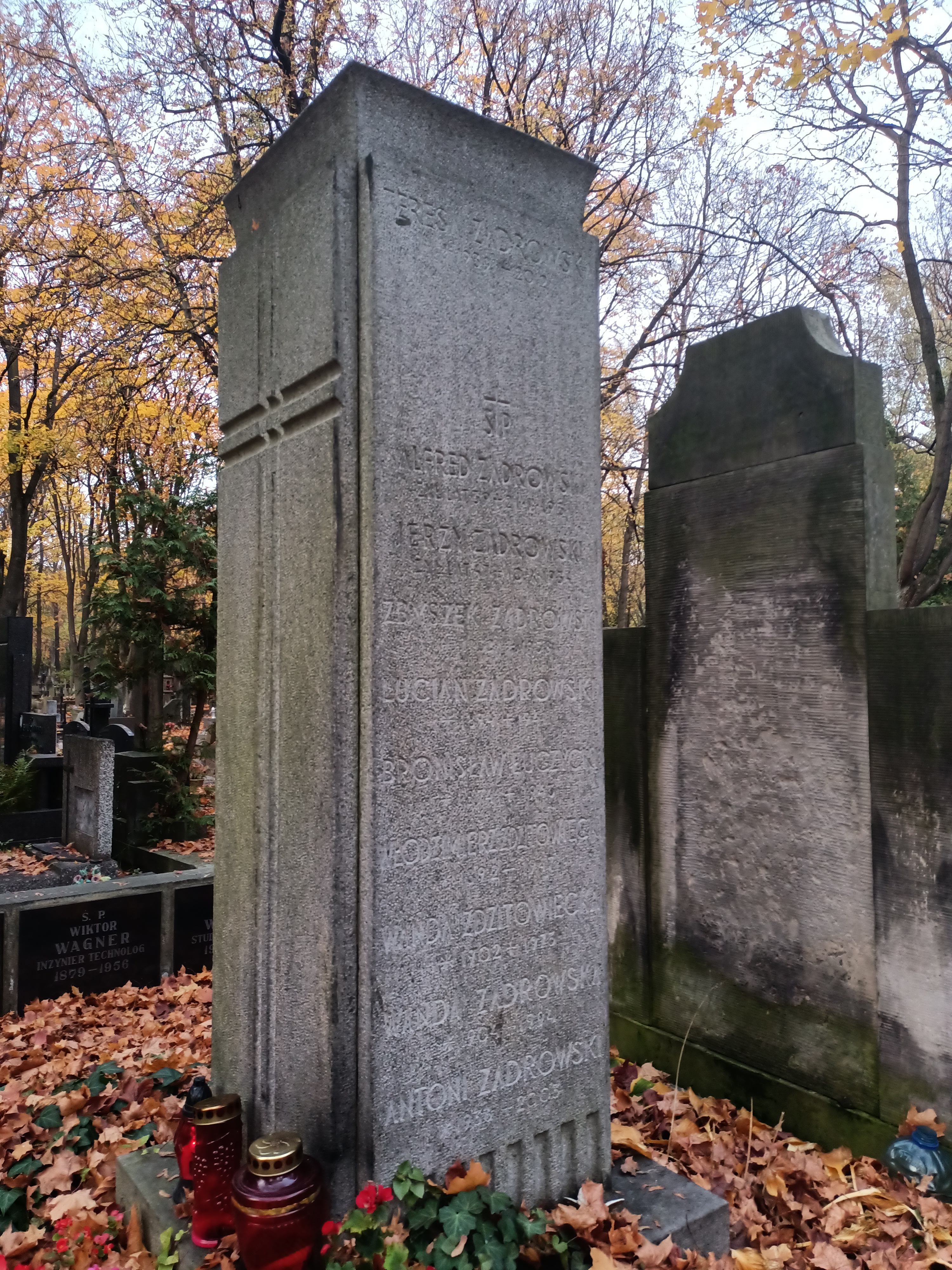
Grób Feliksa Zadrowskiego na Cmentarzu Powązkowskim w Warszawie

Feliks Alfred Zadrowski ps. „Skupiewski” (ur. 15 grudnia 1890 w Sierpcu, zm. 10 kwietnia 1952 w Warszawie) – członek Delegatury Rządu na Kraj.

## Życiorys
Urodził się w rodzinie Feliksa seniora, lekarza powiatu sierpeckiego i Zofii ze Skupiewskich, małżonków Zadrowskich.
Studiował w Kijowie na Uniwersytecie na Wydziale Prawa, gdzie w czerwcu 1912 uzyskał dyplom. Następnie w Łodzi i Warszawie odbył aplikację adwokacką. Od marca 1918 był sędzią grodzkim w Otwocku, a od listopada 1918 w Warszawie i w grudniu 1919 został wpisany na listę adwokatów. Od lipca 1920 do lutego 1921 służył ochotniczo w 1 pułku piechoty Legionów. Po odbyciu służby, w Warszawie prowadził kancelarię adwokacką. Prowadził ćwiczenia z procedury cywilnej w Wolnej Wszechnicy Polskiej w Warszawie. Pełnił funkcję zastępcy członka Rady Adwokackiej w Warszawie od 1931, a w latach 1932–1933 był jej członkiem oraz rzecznikiem dyscyplinarnym i członkiem Komisji Egzaminacyjnej. W Biurze Radcy Prawnego był jednocześnie obrońcą, a w połowie lat trzydziestych dyrektorem Wydziału Prawnego Zarządu Miejskiego m.st. Warszawy. W dwutygodniku „Polski Proces Cywilny” przez wiele lat pełnił funkcję redaktora. Od 1938 został ponownie członkiem Rady Adwokackiej w Warszawie. 
Mieszkał podczas okupacji przy ul. Wspólnej 26. Kiedy Rada Adwokacka w Warszawie wznowiła swoją działalność po zakończeniu działań wojennych w 1939, pełnił funkcję jej rzecznika dyscyplinarnego, a po wyjeździe w październiku 1939 z kraju Zygmunta Blenau został jej wicedziekanem. Po powołaniu w styczniu 1940 przez Niemców tzw. Rady Przybocznej (Beirath) był jej członkiem, a która składała się z obecnych w Warszawie członków Wydziału Wykonawczego Naczelnej Rady Adwokackiej i Rady Adwokackiej w Warszawie. Był jednym z „czternastu sprawiedliwych”, którzy wypowiedzieli się przeciwko decyzji władz niemieckich, która miesiąc później zażądała od Rady Przybocznej opinii w sprawie skreślenia Żydów z listy adwokatów. W rezultacie jego sprzeciwu został skreślony z dniem 1 maja 1940 z listy adwokatów i wówczas podjął pracą radcy prawnego w Banku Zachodnim. Czynnie działał w konspiracyjnym samorządzie adwokackim, a 26 grudnia 1941 po śmierci Leona Nowodworskiego został zastępcą Bolesława Bielawskiego. Znajdował się również w składzie tajnej Rady Wydawniczej Polskiego Wydawnictwa Prawniczego. Był także wicedyrektorem od końca 1940, a po śmierci Leona Nowodworskiego dyrektorem Departamentu Sprawiedliwości Delegatury Rządu RP na Kraj pod pseudonimem Skupiewski. 
Według Stefana Korbońskiego należał wówczas do SP, ale w pisanym po wojnie życiorysie sam podał, że podczas okupacji nie działał w żadnym stronnictwie politycznym. Pełnił również funkcję redaktora „Dziennika Ustaw”, którego dwa numery wydano w czasie Powstania Warszawskiego (datowane 22 lipca i 2 sierpnia 1944). Do stycznia 1945 zajmował stanowisko dyrektora Departamentu Sprawiedliwości Delegatury Rządu, a po wysiedleniu z Warszawy (sierpień 1944) przebywał w Podkowie Leśnej. 
Po wyzwoleniu kraju spod okupacji niemieckiej był od kwietnia 1945 adwokatem w Warszawie. 24 listopada 1946 zasiadał w prezydium akademii żałobnej ku czci adwokatów ofiar wojny, a w grudniu 1951 skreślono go z listy adwokatów. 
10 kwietnia 1952 zmarł w Warszawie. Pochowany na cmentarzu Powązkowskim w Warszawie (kwatera 201-4-20 i 21).
W 1982 przyznano mu pośmiertnie Złotą Odznakę „Adwokatura PRL”.